# Provincia de Pallasca
La provincia de Pallasca es una de las veinte que conforman la región Áncash en el Perú. Limita por el sur con las provincias de Sihuas, Corongo y Santa, y por el norte, este y oeste con el departamento de La Libertad. Al año 2023, tiene una población proyectada de 22 960 habitantes, según proyecciones del INEI.

## Historia
Mediante la ley del 21 de febrero de 1861, el entonces presidente, Ramón Castilla, creó las provincias de Pallasca y de Pomabamba, dividiendo en dos el territorio de la precedente provincia de Conchucos. El proyecto de ley fue presentado por el diputado Fernando de Bieytes, natural de Corongo. La provincia de Pallasca tenía como capital originalmente a Corongo y englobaba a los pueblos de La Pampa, Corongo, Llapo, Tauca, Huandoval, Pallasca, Pampas, Lacabamba, Puyali y Conchucos.
El 26 de enero de 1943, se creó la provincia de Corongo con territorio de la provincia de Pallasca incluyendo su capital, con lo cual la capital pasa a la ciudad de Cabana. En 1956 y 1961, se crearon respectivamente las provincias de Mariscal Luzuriaga y de Sihuas con el territorio restante de la provincia de Pallasca.

## Geografía
Limita al suroeste con Sihuas y al sur con Corongo.

## Capital
La capital de esta provincia es la ciudad de Cabana. Cabana, fundada como Santiago de Cabana, es una ciudad del centro-norte del Perú, capital de la provincia de Pallasca, ubicada en la zona norte del departamento de Áncash. Su fundación data del 2 de enero de 1857. Sin embargo, su origen se remonta a la época preincaica.
Desde el 30 de octubre de 1901, ostentaba el título de villa y capital de la provincia de Pallasca, situación que cambió en el año 1914 al elevarse al título de ciudad capital. La zona urbana de la ciudad de Cabana cuenta con más de treinta manzanas, dividida en cuatro barrios: Huayumaca, Pacchamaca, Trujillo y San Jerónimo. En las cercanías de la ciudad de Cabana, se encuentran los anexos. Estos son San Martín, La Florida, Huambo y Aija.

## División administrativa
Esta provincia se divide en once distritos:
1. Cabana
2. Bolognesi
3. Conchucos
4. Huacaschuque
5. Huandoval
6. Lacabamba
7. Llapo
8. Pallasca
9. Pampas
10. Santa Rosa
11. Tauca

Al este de la cordillera de Pelagatos, están solamente los distritos de Conchucos y Pampas.

## Autoridades

### Regionales
- Consejero regional
  - 2019-2022:[2] Martín Teófilo Espinal Reyes (Siempre Unidos)

### Municipales
- 2019-2022[2]
  - Alcalde: Marcial Castillo Valerio Chávez, de Siempre Unidos.
  - Regidores:

  1. Elena Yessica Carhuapoma Pasquel (Siempre Unidos)
  2. Heyner Santos Miñano Chávez (Siempre Unidos)
  3. Alejandro Pedro Rosales Vásquez (Siempre Unidos)
  4. Edwin Herrera Tarazona (Siempre Unidos)
  5. Ingrid Marilin Zevallos Paredes (Siempre Unidos)
  6. Benicio Valentín Flores (Democracia Directa)
  7. Josselito Senén Luna Ruiz (Movimiento Independiente Regional Río Santa Caudaloso)